# Strelkinit
Strelkinit ist ein selten vorkommendes Uran-Vanadium-Mineral aus der Mineralklasse der „Oxide und Hydroxide“. Es kristallisiert im orthorhombischen Kristallsystem mit der chemischen Zusammensetzung Na2(UO2)2V2O8·6H2O und stellt damit das Natrium-Analogon des Minerals Carnotit dar. Es entwickelt meist goldgelbe bis grüngelbe, fächerförmige Mineral-Aggregate die zu krustigen Überzügen verbunden sein können, selten aber auch tafelige Kristalle bis 1,5 mm Größe.

## Etymologie und Geschichte
Strelkinit trägt den Namen des russischen Mineralogen Prof. Mikhail Fedorovich Strelkin (1905–1965), welcher insbesondere Uranminerale untersuchte.
Es wurde erstmals 1965 in SiO2-reichen Sedimenten des Paläozoikum und danach auch in devonischen Kieselschiefern auf dem Gebiet der ehemaligen UdSSR gefunden.
Weitere Untersuchungen fanden 1974 durch M. A. Alekseeva et al. statt. Das Typmineral befindet sich an der Russischen Akademie der Wissenschaften im Mineralogischen Museum „Alexander Fersman“ in Moskau, Russland (Katalognummern 74783 und 74784).

## Klassifikation
In der veralteten 8. Auflage der Mineralsystematik nach Strunz war der Strelkinit noch nicht aufgeführt.
In der zuletzt 2018 überarbeiteten Lapis-Systematik nach Stefan Weiß, die formal auf der alten Systematik von Karl Hugo Strunz in der 8. Auflage basiert, erhielt das Mineral die System- und Mineralnummer VII/E.11-040. Dies entspricht der Klasse der „Phosphate, Arsenate und Vanadate“ und dort der Abteilung „Uranyl-Phosphate/Arsenate und Uranyl-Vanadate mit [UO2]2+–[PO4]/[AsO4]3− und [UO2]2+–[V2O8]6−, mit isotypen Vanadaten (Sincositreihe)“, wo Strelkinit zusammen mit Carnotit, Curienit, Finchit, Francevillit, Margaritasit, Metatyuyamunit, Metavanuralit, Sengierit, Tyuyamunit, Vanuralit und Vanuranylit die „Uranyl-Gruppenvanadate mit [UO2]2+-[V2O8]6−“ mit der Systemnummer VII/E.11 bildet.
Die von der International Mineralogical Association (IMA) zuletzt 2009 aktualisierte 9. Auflage der Strunz’schen Mineralsystematik ordnet den Strelkinit in die Klasse der „Oxide (Hydroxide, V[5,6]-Vanadate, Arsenite, Antimonite, Bismutite, Sulfite, Selenite, Tellurite, Iodate)“ und dort in die Abteilung „V[5,6]-Vanadate“ ein. Hier ist das Mineral in der Unterabteilung „Uranyl-Gruppenvanadate (Sorovanadate)“ zu finden, wo es als einziges Mitglied eine unbenannte Gruppe mit der Systemnummer 4.HB.30 bildet.
In der vorwiegend im englischen Sprachraum gebräuchlichen Systematik der Minerale nach Dana hat Strelkinit die System- und Mineralnummer 40.02a.29.01. Das entspricht der Klasse der „Phosphate, Arsenate und Vanadate“ und dort der Abteilung „Wasserhaltige Phosphate etc.“. Hier findet er sich innerhalb der Unterabteilung „Wasserhaltige Phosphate etc., mit A2+(B2+)2(XO4) × x(H2O), mit (UO2)2+“ als einziges Mitglied in einer unbenannten Gruppe mit der Systemnummer 40.02a.29.

## Kristallstruktur
Strelkinit kristallisiert orthorhombisch in der Raumgruppe Pnmm (Raumgruppen-Nr. 59, Stellung 2) mit den Gitterparametern a = 10,64 Å; b = 8,36 Å und c = 32,72 Å sowie 8 Formeleinheiten pro Elementarzelle.

## Eigenschaften
Das Mineral ist durch seinen Urangehalt von bis zu 51,52 % stark radioaktiv. Unter Berücksichtigung der Mengenanteile der radioaktiven Elemente in der idealisierten Summenformel sowie der Folgezerfälle der natürlichen Zerfallsreihen wird für das Mineral eine spezifische Aktivität von etwa 92,22 kBq/g angegeben (zum Vergleich: natürliches Kalium 0,0312 kBq/g). Der zitierte Wert kann je nach Mineralgehalt und Zusammensetzung der Stufen deutlich abweichen, auch sind selektive An- oder Abreicherungen der radioaktiven Zerfallsprodukte möglich und ändern die Aktivität. Unter kurzwelligem UV-Licht zeigt es eine schwach grüne Fluoreszenz.

## Bildung und Fundorte
Strelkinit bildet sich in kiesel- und karbonathaltigen Sedimenten. Es tritt dort vorwiegend in Paragenese mit Calcit, Quarz, Eisenhydroxiden und Tonmineralen auf. Bekannte Fundorte sind unter anderem Basaral – 10 km nördlich der Uranlagerstätte Bota-Burum (Typlokalität) – und die Kendyktas-Berge (Co-Typlokalität), Schu-Ili-Gebirge, Almaty Oblast in Kasachstan bzw. Usbekistan, die  Lisdan-Siwaga-Störung, Hashem Region in Jordanien, sowie der „Fairview Quarry“ bei Robertstown (Südaustralien) und Pick's Delta Mine, Utah, USA.

## Vorsichtsmaßnahmen
Aufgrund der Toxizität und der starken Radioaktivität des Minerals sollten Mineralproben vom Strelkinit nur in staub- und strahlungsdichten Behältern, vor allem aber niemals in Wohn-, Schlaf- und Arbeitsräumen, aufbewahrt werden. Ebenso sollten eine Aufnahme in den Körper (Inkorporation, Ingestion) auf jeden Fall verhindert und zur Sicherheit direkter Körperkontakt vermieden sowie beim Umgang mit dem Mineral Atemschutzmaske und Handschuhe getragen werden.